# Jáchymovský tunel
Jáchymovský tunel je původně železniční tunel na katastrálním území Jáchymov na úseku bývalé místní dráhy 14a Ostrov nad Ohří–Jáchymov mezi stanicemi Horní Žďár a Jáchymov v km 6,8. Od roku 2013 jím vede cyklostezka.

## Historie
Železniční trať byla postavena společností E. Gross z Vídně. Stavba byla zahájená v roce 1896 a pravidelná doprava byla zahájená 23. prosince 1896. Provoz na trati byl přerušen 15. prosince 1934. Obnoven byl v roce 1941 a ukončen v roce 1957 v souvislosti s ukončením přepravy uranové rudy, která se těžila v Jáchymovských dolech. V roce 1980 byl tunel využíván jako sklad firmou Zelenina s. p. V letech 2007–2013 byla na svršku trati vybudována cyklostezka, která vede tunelem.

## Popis
Jednokolejný tunel se nachází na vyřazené trati Ostrov nad Ohří – Jáchymov, který je dlouhý 18,3 m a je vyražený v úbočí Šibeničního vrchu v nadmořské výšce 500 m. Stavba tunelu byla zahájena 25. září 1896. Protože poblíž stály domy, nemohl být použit dynamit a skála se musela lámat ručně. I přesto, že se pracovalo dvacet čtyři hodin denně, práce postupovaly pomalu, přibližně půl metru za den. Tunel byl proražen až 14. října 1896. V roce 1898 provedla firma František Kuliš z Nejdku vyzdívku klenby tunelu do hloubky pěti metrů z obou stran tunelu.
Ve své době to byl nejkratší železniční tunel na území Československa.